# Harunaga Daishi
Daishi Harunaga (sinh ngày 30 tháng 4 năm 1982) là một cầu thủ bóng đá người Nhật Bản.

## Sự nghiệp câu lạc bộ
Daishi Harunaga đã từng chơi cho Vissel Kobe.